# Alassane Ouattara
Alassane Dramane Ouattara (Dimbokro, 1 januari 1942) is een Ivoriaans politicus en de huidige president van Ivoorkust.
Ouattara is sinds 1999 voorzitter van zijn liberale partij RDR (Rassemblement des Républicains) die vooral veel steun geniet in het noorden van het land. Van november 1990 tot december 1993 was hij premier onder toenmalig president Félix Houphouët-Boigny.
Naast politicus is Ouattara ook een econoom en hij werkte in die hoedanigheid voor het Internationaal Monetair Fonds (IMF) en de Centrale Bank van West-Afrikaanse Staten (BCEAO).

## Carrière

### Presidentsverkiezingen 2010
In 2000 stelde Ouattara zich kandidaat voor het presidentschap, maar hij werd niet tot de verkiezingen toegelaten. Hij zou niet van 100% Ivoriaanse afkomst zijn, een eis van de wet. Deze uitsluiting was een van de oorzaken van de burgeroorlog die in 2002 uitbrak tussen het islamitische noorden en het christelijke zuiden van Ivoorkust.
Na de presidentsverkiezingen van november 2010 beweerden zowel Ouattara als zijn tegenstander Laurent Gbagbo de democratisch verkozen president te zijn. Internationale organisaties als de Verenigde Naties en de Afrikaanse Unie schaarden zich in dit geschil aan de zijde van Ouattara. Gbagbo werd op 11 april 2011 gearresteerd en korte tijd later overgedragen aan het Internationaal Strafhof te Den Haag.
Niet alleen de troepen van Gbagbo maar ook die van Ouattara werden tijdens de burgeroorlog beschuldigd van wreedheden. Dat hield niet op na de nederlaag van Gbagbo. Rondtrekkende aanhangers van de ex-president maar ook het regeringsleger van Ouattara blijven de mensenrechten op grove wijze schenden. Amnesty International beschuldigde in februari 2013 de strijdkrachten van buitengerechtelijke executies, moorden en arrestaties op politieke gronden.

### Presidentsverkiezingen 2015
In oktober 2015 werd Ouattara verkozen voor een tweede presidentiële termijn van vijf jaar. Bij de presidentsverkiezingen verkreeg zijn alliantie 84% van de stemmen. In 2017 werd premier Daniel Kablan Duncan weggepromoveerd tot vicepresident. De nieuwe premier, Amadou Gon Coulibaly, leek voorbestemd om Ouattara op te volgen. Maar in juli 2020, vier maanden voor de verkiezingen, overleed deze plotseling, waarna Ouattara alsnog zelf ging voor een derde termijn. De belangrijkste oppositiekandidaten trokken zich daarna terug. Zij hadden onvoldoende vertrouwen in de onafhankelijkheid van de kiescommissie. 